# Bestia del Apocalipsis

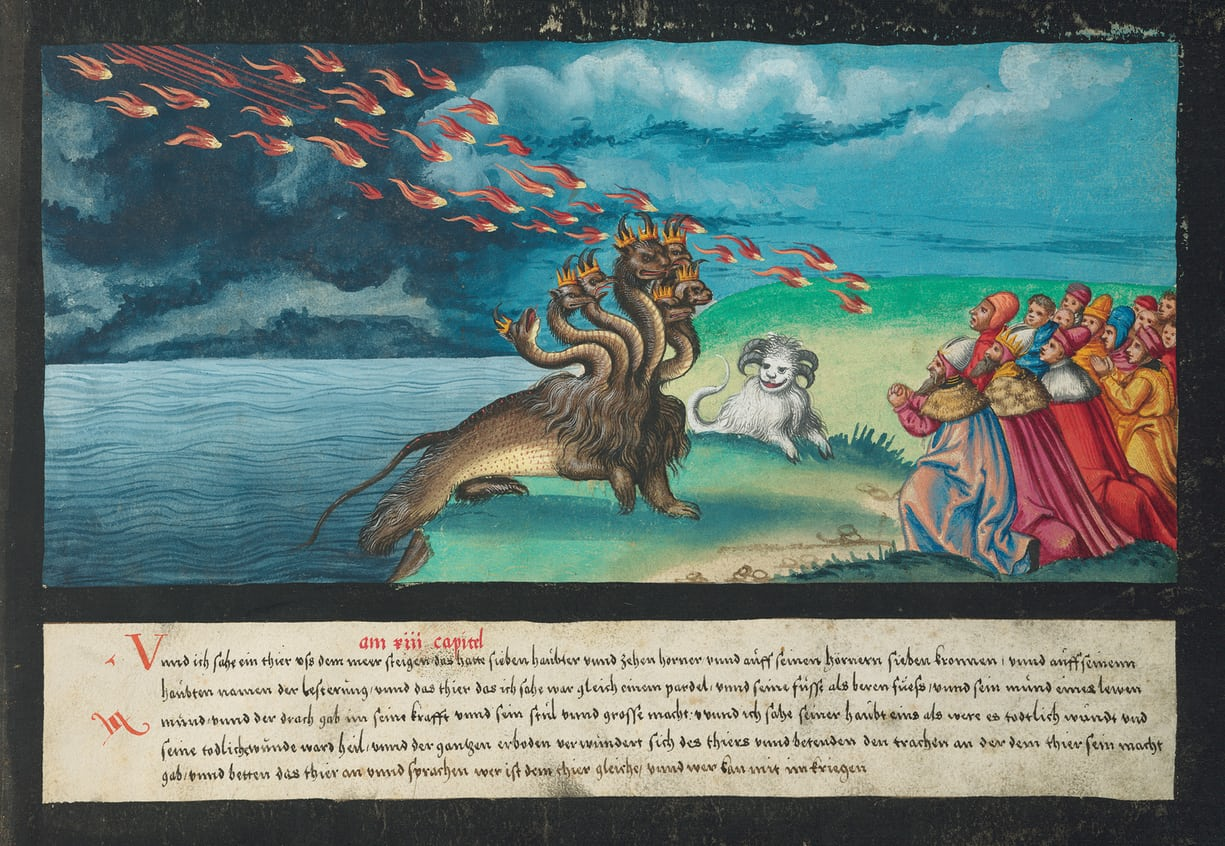
Bestias del mar y de la tierra. Del Augsburger Wunderzeichenbuch,.

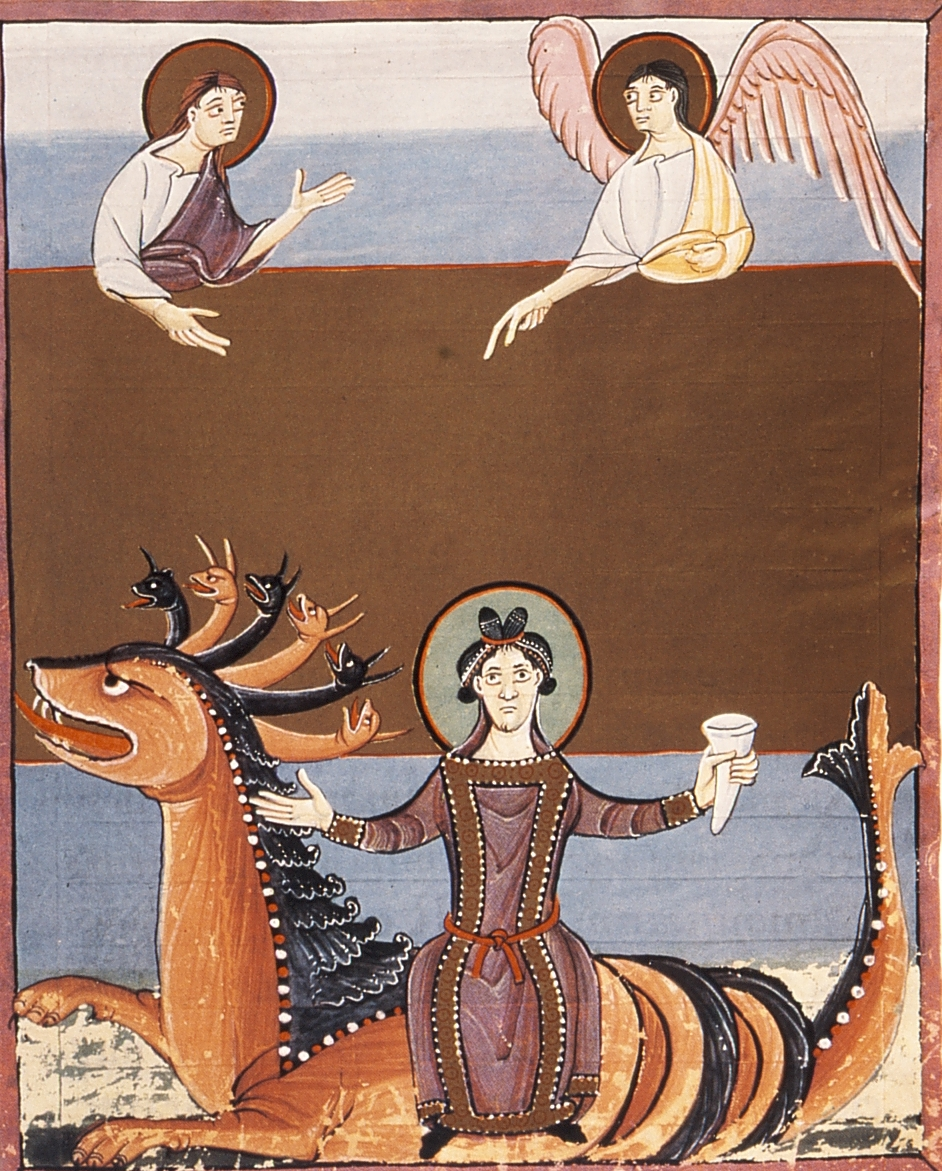
Ramera de Babilonia sobre la bestia escarlata. Apocalipsis de Bamberg,.

La Bestia del Apocalipsis (en griego: Θηρίον, Thērion) es una figura de la escatología cristiana que hace referencia a varias bestias que aparece en el capítulo XIII del libro del Apocalipsis del apóstol san Juan, haciéndose eco de la visión de las cuatro bestias del Libro de Daniel.
El Apocalipsis de San Juan, que se escribió durante el reinado del emperador Domiciano, describe sucesivamente a dos bestias de Satanás (una surgida del mar y la otra de la tierra para secundar a la primera) que simbolizan la opresión del poder del imperio romano y los medios que se despliegan para este fin; y a una tercera bestia que es denominada como la bestia escarlata. Estas figuras ha sido objeto de múltiples interpretaciones a lo largo de la historia.
Las dos bestias están alineadas con el dragón en oposición a Dios. Persiguen a los 'santos' y a los que 'no adoran la imagen de la bestia [del mar]' e influyen en los reyes de la tierra para que se reúnan para la batalla de Armagedón. Las dos bestias son vencidas por Cristo y son arrojadas al lago de fuego.

## Apocalipsis

### Bestia del mar

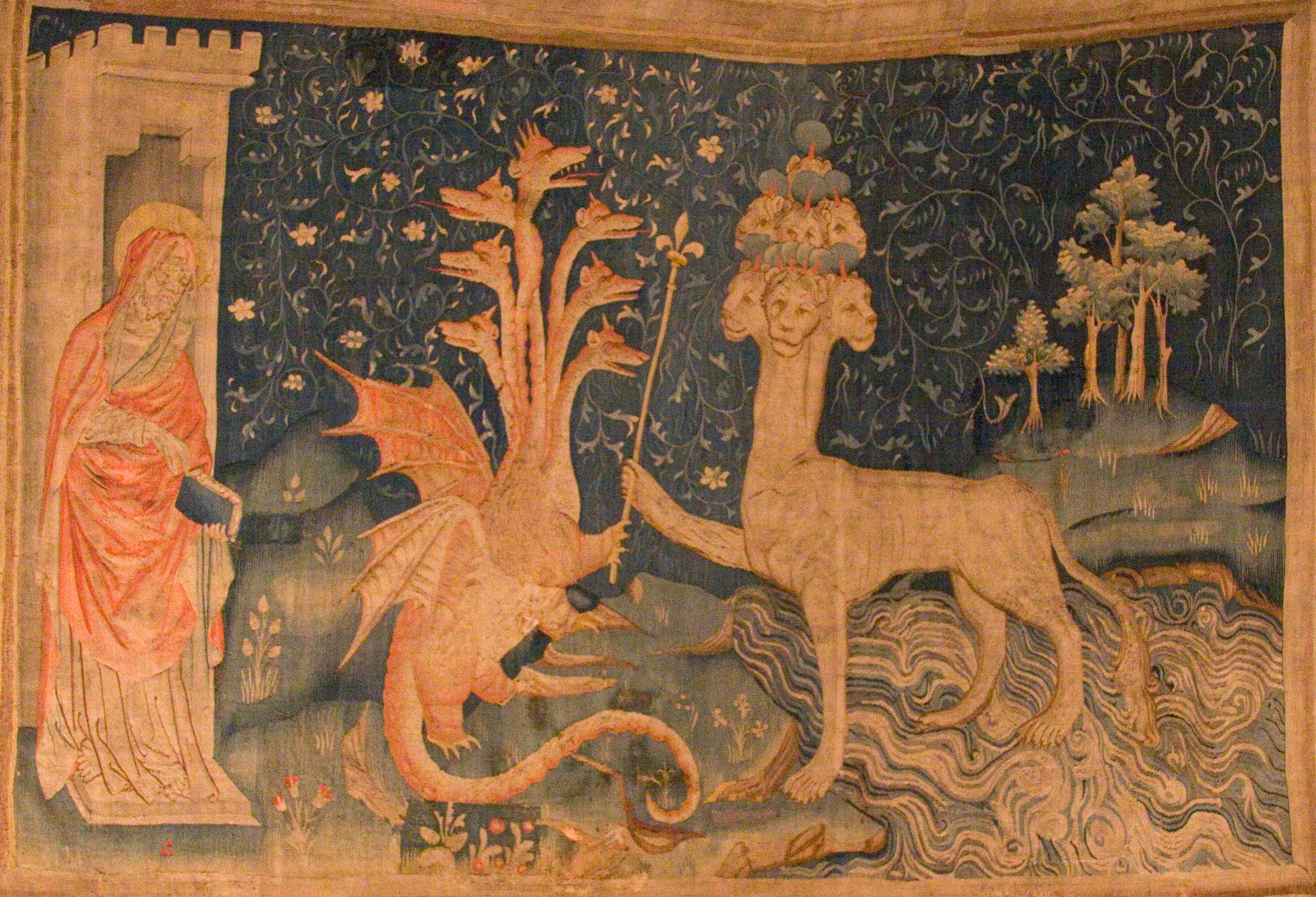
'La Bestia del mar'. Del Tapiz del Apocalipsis de finales del en Angers, Francia. Detalle con Juan y la Bestia del mar, recibiendo el cetro del Dragón.

Esta primera bestia se menciona inicialmente en el capítulo 11 del Apocalipsis como saliendo del abismo. Sin embargo, la descripción de la bestia se encuentra principalmente en los capítulos 13 y 17 del Apocalipsis. El capítulo trece da la descripción más completa. Juan la vio "surgir del mar, teniendo siete cabezas y diez cuernos, y sobre sus cuernos diez coronas, y sobre sus cabezas nombres de blasfemia". Era como un leopardo, con patas como las de un oso, y tenía la boca como la de un león. Una de sus cabezas tenía una herida mortal que se curó sola, lo que hizo que la gente se maravillara y la siguiera, y adoraron al dragón porque le había dado autoridad a la bestia. Esta descripción tiene muchos paralelismos con la visión del Libro de Daniel donde cuatro bestias que simbolizan una sucesión de reinos salen del mar con las formas de león, oso, leopardo y una bestia con diez cuernos.
En el capítulo 17 del Apocalipsis aparece una tercera bestia, de color escarlata y se explican algunos de los símbolos. La opinión predominante es que la bestia escarlata es otra visualización distinta de la misma bestia del mar, que se representa con coronas en sus cuernos, a diferencia de la bestia escarlata. La bestia escarlata se muestra montada por una ramera que 'reina sobre los reyes de la tierra', mientras que la bestia del mar no se describe como montada, y se le da 'poder y gran autoridad'. Las siete cabezas representan las siete montañas y los siete reyes, y los diez cuernos son diez reyes que aún no han recibido reinos. De los siete reyes, cinco han caído, uno lo es, y el otro no ha venido todavía. La bestia misma es un octavo rey que es de los siete y fue y no es y ascenderá del abismo y va a la perdición'.

### Bestia de la tierra

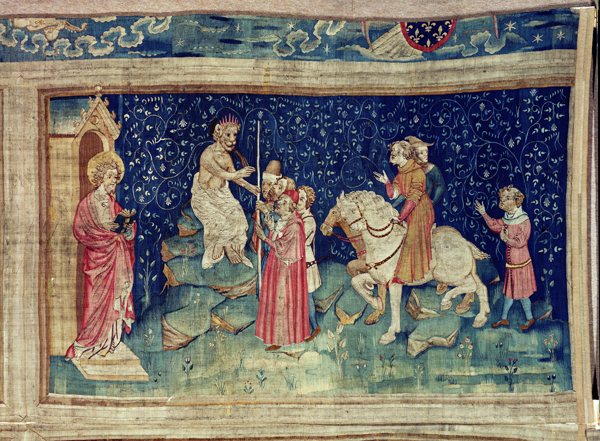
La bestia de la tierra colocando la "marca de la bestia". Del Tapiz del Apocalipsis de finales del en Angers, Francia.

La segunda bestia es descrita principalmente en el capítulo 13 del Apocalipsis. Esta segunda bestia subía de la tierra, sin describir su apariencia general, aunque se dice tener 'dos cuernos semejantes a los de un cordero' y hablar 'como un dragón'. Su propósito es promover la autoridad de la primera bestia con la capacidad de realizar grandes señales con las que había engañado a los que recibieron la marca de la bestia y adoraban a su imagen, incluso haciendo descender fuego del cielo a la  tierra delante de los hombres. Esta segunda bestia también es llamada el falso profeta. Habla como un dragón ordenando a la gente de la Tierra que haga una imagen 'a' la bestia que fue herida por una espada. Se declara que cualquiera que no adore a la bestia o a su imagen será asesinado. La bestia de la tierra con cuernos de cordero también hace que todas las personas reciban la marca de la bestia 'en su mano derecha o en su frente'.

### Imagen de la bestia

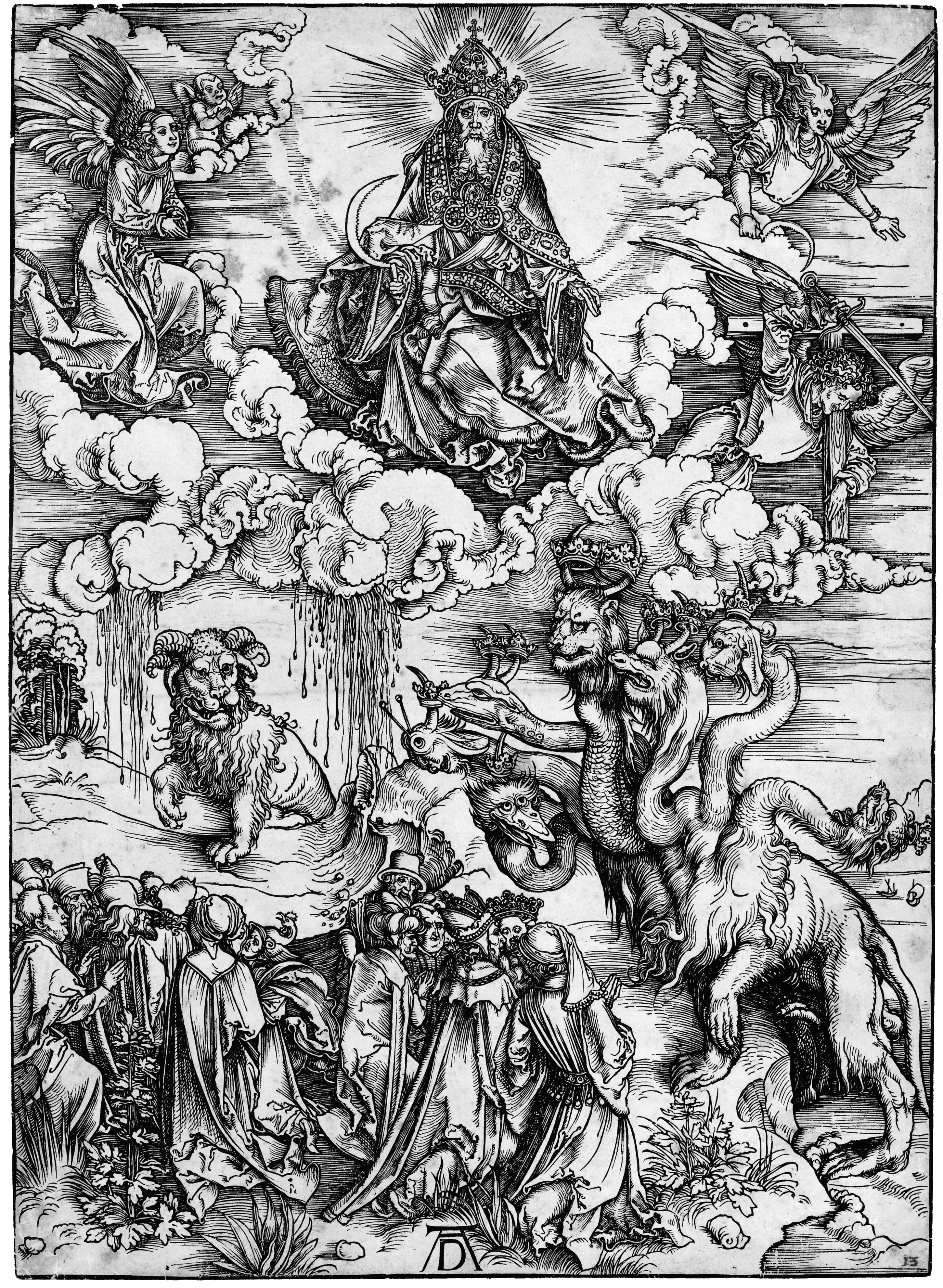
Apocalipsis de san Juan: 12. El monstruo marino y la bestia con los cuernos de cordero. Grabado en madera de Alberto Durero.

Los que habitan la Tierra son engañados para que hagan una imagen de la bestia como un medio para adorar su autoridad. Es la bestia con cuernos de cordero quien da vida a la 'imagen de la bestia', para que esta imagen cobre vida y pueda hablar. También declara la muerte a cualquiera que no adore la autoridad de la bestia. Aquellos que son asesinados por no conformarse con la autoridad de la bestia son bendecidos a través de la 'primera resurrección' que les permite gobernar en la presencia de Cristo como reyes y sacerdotes durante el reinado de los mil años. La segunda muerte no tiene poder sobre los que fueron victoriosos sobre la bestia al no ser engañados, no haber adorado a la bestia ni a su imagen, ni tampoco hubieran recibido su marca en sus frentes o en sus manos, a pesar de que perdieron la vida en la Tierra.

### Marca de la bestia
La bestia del mar también lleva un nombre, pero este nombre no figura en ninguna parte del libro del Apocalipsis. Sin embargo, su nombre corresponde a un valor numérico, el del número 666 o 616. Este número está asociado con el de un hombre. La 'marca' se puede identificar por el nombre escrito de la bestia o por el valor numérico de su nombre. Sin esta identificación, nadie pueda comprar ni vender.

### El destino de la bestia y el falso profeta
La bestia y el falso profeta reúnen a los reyes de la tierra y a sus ejércitos para prepararse para la guerra contra 'El jinete del caballo blanco'. La batalla concluye con la captura de la bestia, junto con el falso profeta, y los dos son arrojados vivos al 'lago de fuego ardiendo con azufre'. Los que están en contra del 'Rey de reyes y Señor de los señores' son asesinados y abandonados a las aves.
En el lago de fuego, la bestia y el falso profeta son atormentados día y noche por los siglos de los siglos. El dragón, la serpiente antigua que es el diablo y Satanás se une a ellos hasta que se cumpliesen los mil años después de la gran guerra. Después de esto, es necesario que sea desatado por un poco de tiempo.

## Interpretaciones exegéticas e históricas

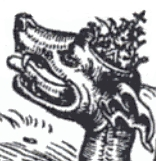
Bestia con una tiara papal. Traducción de Lutero del Nuevo Testamento en 1522.

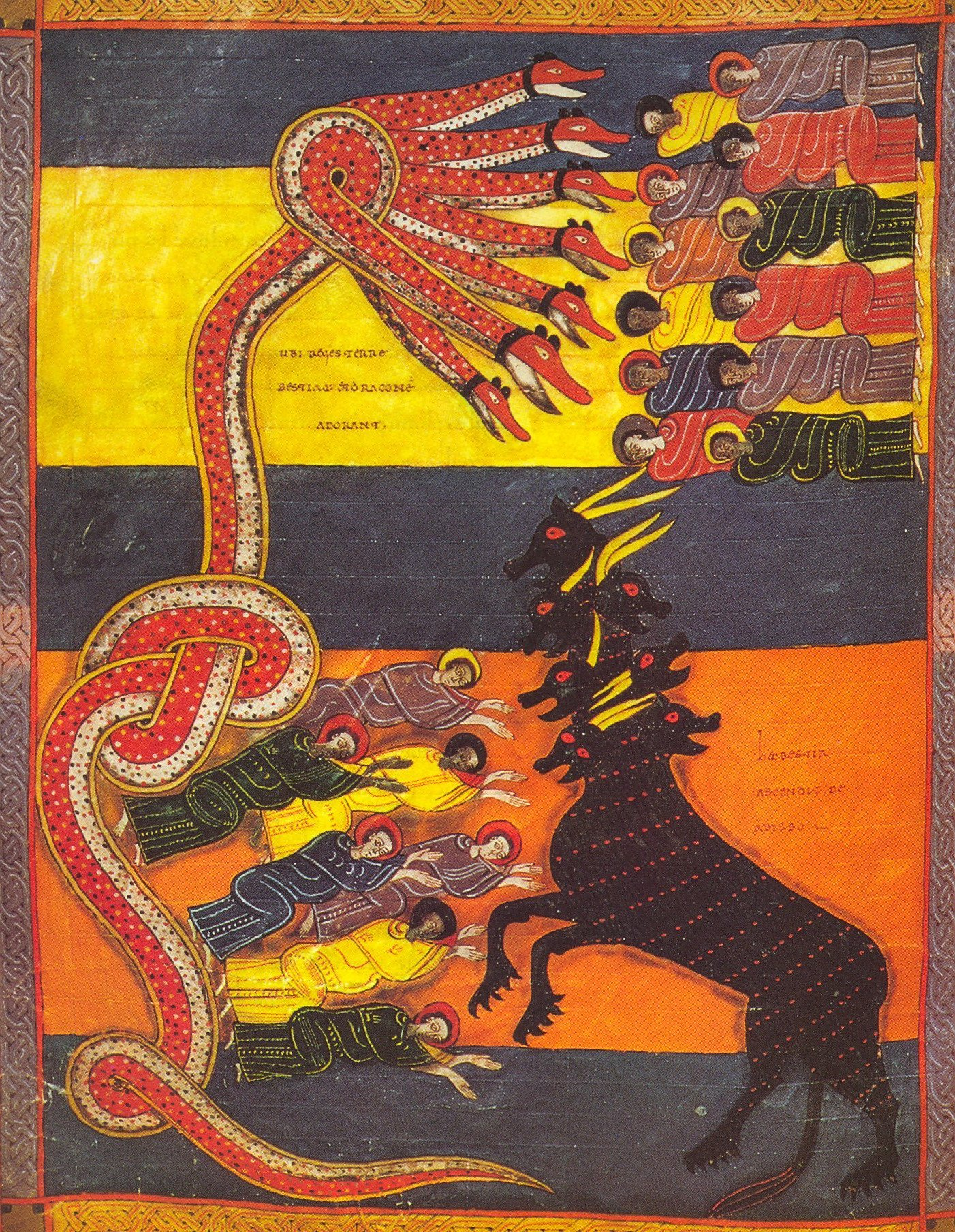
Beato de Facundo, f°191v El Dragón da su poder a la Bestia.

Los exégetas generalmente ven en esta Bestia el símbolo de todo poder que se opone a Dios y a sus mandamientos en todo el mundo, a través de los siglos. Por ejemplo, las primeras comunidades cristianas experimentaron episodios esporádicos de persecución más o menos severa por parte de las autoridades del Imperio Romano, que tendieron a intensificarse a comienzos del siglo IV. La tradición cristiana identifica regularmente a la primera Bestia con uno u otro de los emperadores romanos, incluso, en el Oecumenius, con sus siete cabezas a siete de ellos: Nerón, Domiciano, Trajano, Alejandro Severo, Decio, Valeriano y Diocleciano.
En el siglo XX el totalitarismo nazi, por un lado, y el totalitarismo soviético, por otro, pudieron verse percibidos como nuevos 'rostros' de la Bestia por oponerse a Dios y a su Iglesia.